# Hugues d'Avise

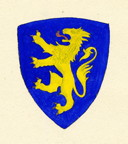
Stemma D'Avise

Hugues d'Avise, noto anche come Hugues d'Aoste, (... – 5 giugno XII secolo), è stato un vescovo cattolico italiano; fu vescovo di Aosta citato nel 1147.

## Biografia
Hugues d'Aoste fu membro della nobile famiglia D'Avise, una delle famiglie più potenti e influenti della Valle d'Aosta medievale . fu vescovo nel 1147, quando prima di partire per la seconda crociata Amedeo III di Savoia, suo figlio ed erede Umberto e suo fratello Rinaldo, prevosto dell'Abbazia territoriale di San Maurizio d'Agauno, rinunciarono ad esercitare il diritto di spoglio sulla morte dei vescovi di Aosta. Questo atto completa verosimilmente quello del 19 gennaio 1147, quando lo stesso Amedeo III rinuncia a questo diritto per i canonici defunti. Vi fu anche una donazione senza data dal vescovo Hugues ai canonici della Collegiata di Sant'Orso. Il martirologio della cattedrale di Aosta registra la sua morte il 5 giugno di un anno non precisato.